# سولفادوکسین/پیریمتامین
سولفادوکسین/پیریمتامین، که تحت نام تجاری Fansidar فروخته می‌شود، یک داروی ترکیبی مورد استفاده در درمان مالاریا است. حاوی سولفادوکسین (یک سولفونامید) و پیریمتامین (یک ضد پروتوزوا) است. برای درمان مالاریا معمولاً همراه با سایر داروهای ضد مالاریا مانند آرتسونات استفاده می‌شود. در مناطق آفریقایی با نرخ متوسط تا زیاد مالاریا، سه دوز در سه‌ماهه دوم و سوم بارداری توصیه می‌شود.
عوارض جانبی شامل اسهال، بثورات پوستی، خارش، سردرد و ریزش مو است. به ندرت ممکن است یک واکنش آلرژیک شدید یا بثورات پوستی مانند نکرولیز سمی اپیدرمی رخ دهد. به‌طور کلی در افراد مبتلا به آلرژی به سولفونامید یا بیماری جدی کبد یا کلیه توصیه نمی‌شود. این دارو با مسدود کردن توانایی مالاریا در استفاده از فولینیک اسید عمل می‌کند.
سولفادوکسین/پیریمتامین در ابتدا برای استفاده پزشکی در ایالات متحده در سال ۱۹۸۱ تأیید شد. این دارو در فهرست داروهای ضروری سازمان بهداشت جهانی قرار دارد. همکنون در ایالات متحده به صورت تجاری در دسترس نیست.

## همچنین ببینید
- تریمتوپریم/سولفامتوکسازول (کوتریموکسازول)